# 川村家住宅 (犬山市)
川村家住宅（かわむらけじゅうたく）は、愛知県犬山市犬山東古券171-5にある邸宅。登録有形文化財。戦前の犬山城下における商家の姿を伝える貴重な建造物とされる。

## 歴史
犬山は犬山城のお膝元にある城下町である。戦前の1938年（昭和13年）に川村家の主屋が建てられた。
2006年（平成18年）10月18日、主屋が登録有形文化財に登録された。同年時点でも酒や醤油の販売を行っていた。

## 建築
辻の東南角に位置し、南北の通りに西面する。木造2階建であり、切妻造、桟瓦葺。間口は3間半、奥行は8間。通りに面した南側は土間が奥まで伸び、通りに面した北側手前は土間、北側後方に2室がある。